# Пилемен II
Пилемен II (иногда Пилемен I) (др.-греч. Πυλαιμένης) — правитель Пафлагонии во II веке до н. э.

## Биография
После смерти в 133 году до н. э. Аттала III в Риме объявили, что всё Пергамское царство стало собственностью Римской республики согласно завещанию умершего правителя. В ответ на это в Пергаме разразилось восстание под предводительством Аристоника. Правители соседних эллинистических государств, среди которых упоминается и Пилемен II, направили на помощь римлянам свои «многочисленные войска». Как полагает О. Л. Габелко, малоазийскими владыками руководило как стремление не допустить подобных возмущений бедноты в собственных странах, так и желание получить в виде награды земельные приобретения в обширном Пергамском царстве. Однако объединённые силы римлян под предводительством консула Публия Лициния Красса и отряды союзных царей потерпели поражение в сражении с восставшими.
Перед своей смертью Пилемен II усыновил понтийского царя Митридата V и назначил его своим наследником. По замечанию Молева Е. А., это явилось следствием активной дипломатической деятельности понтийского царя, подкреплённой его военными успехами. В Риме к этому отнеслись благосклонно, так как Митридат на тот момент был «другом и союзником» Римской республики. По мнению Сапрыкина С. Ю., Пилемен умер между 133 и 129 годами до н. э., так как в 129 году до н. э. по решению римского сената понтийскому царю была передана Великая Фригия. Это могло произойти только в том случае, если владения Митридата V включали в свой состав земли Пафлагонии и Галатии, иначе бы между Понтийским царством и Фригией не было общей границы.
Сохранились монеты Пилемена II с головой быка и кадуцеем — символом Гермеса.